# Alphabet (film)
Pour les articles homonymes, voir Alphabet (homonymie).
Pour plus de détails, voir Fiche technique et Distribution.
Alphabet est un film documentaire autrichien réalisé par Erwin Wagenhofer, sorti en 2013.

## Synopsis
De par le monde, l'éducation des enfants se fait au détriment de leurs capacités créatives. Les méthodes utilisées sont héritées de la révolution industrielle et sont maintenant dépassées. Des personnalités du monde entier analysent ce système et proposent des alternatives.

## Fiche technique
- Titre français : Alphabet
- Réalisation : Erwin Wagenhofer
- Scénario : Erwin Wagenhofer et Sabine Kriechbaum
- Musique : André Stern
- Pays d'origine : Autriche
- Format : Couleurs - 35 mm - Dolby Digital
- Genre : documentaire
- Durée : 113 minutes
- Date de sortie : 2013